# ウィーラウィラ空港
ウィーラウィラ空港 (IATA: WRZ, ICAO: VCCW)は、スリランカのハンバントタ県にある軍民共用の国内線用の空港。マッタラ・ラージャパクサ国際空港の北東13kmに位置する。

## 国際空港プロジェクト
この空港はスリランカの国際空港計画において国際空港化への検討がなされ、ウィーラウィラ空港へ名称変更された。最終的に新しい国際空港は南西13kmに位置するマッタラに建設する事となり、プロジェクトは白紙となった。新国際空港は2013年にマッタラ・ラージャパクサ国際空港として開港した。

## 就航都市
| 航空会社       | 就航地                            |
| -------------- | --------------------------------- |
| フィッツ・エア | チャーター: コロンボ/ラトゥマラナ |